# Crepis setosa
La radicchiella cotonosa (nome scientifico Crepis setosa Haller fil., 1797)  è una pianta angiosperma dicotiledone della famiglia delle Asteraceae.

## Etimologia
L'etimologia del nome generico (Crepis) non è molto chiara. In latino Crèpìs significa pantofola, sandalo e i frutti, di alcune specie di questo genere, sono strozzati nella parte mediana ricordando così (molto vagamente) questo tipo di calzare. Inoltre lo stesso vocabolo (krepis) nell'antica Grecia indicava il legno di Sandalo e anche una pianta non identificata descritta da Teofrasto. Non è chiaro quindi, perché Sébastien Vaillant (botanico francese, 1669 - 1722) abbia scelto proprio questo nome per indicare il genere della presente specie. L'epiteto specifico (setosa) indica che la specie è ispida e pelosa.
Il binomio scientifico della pianta di questa voce è stato proposto dal botanico Albrecht von Haller (1758-1823) nella pubblicazione "Archiv für die Botanik" (Arch. Bot. - [Leipzig] - 1(2): 1. del 1797.

## Descrizione

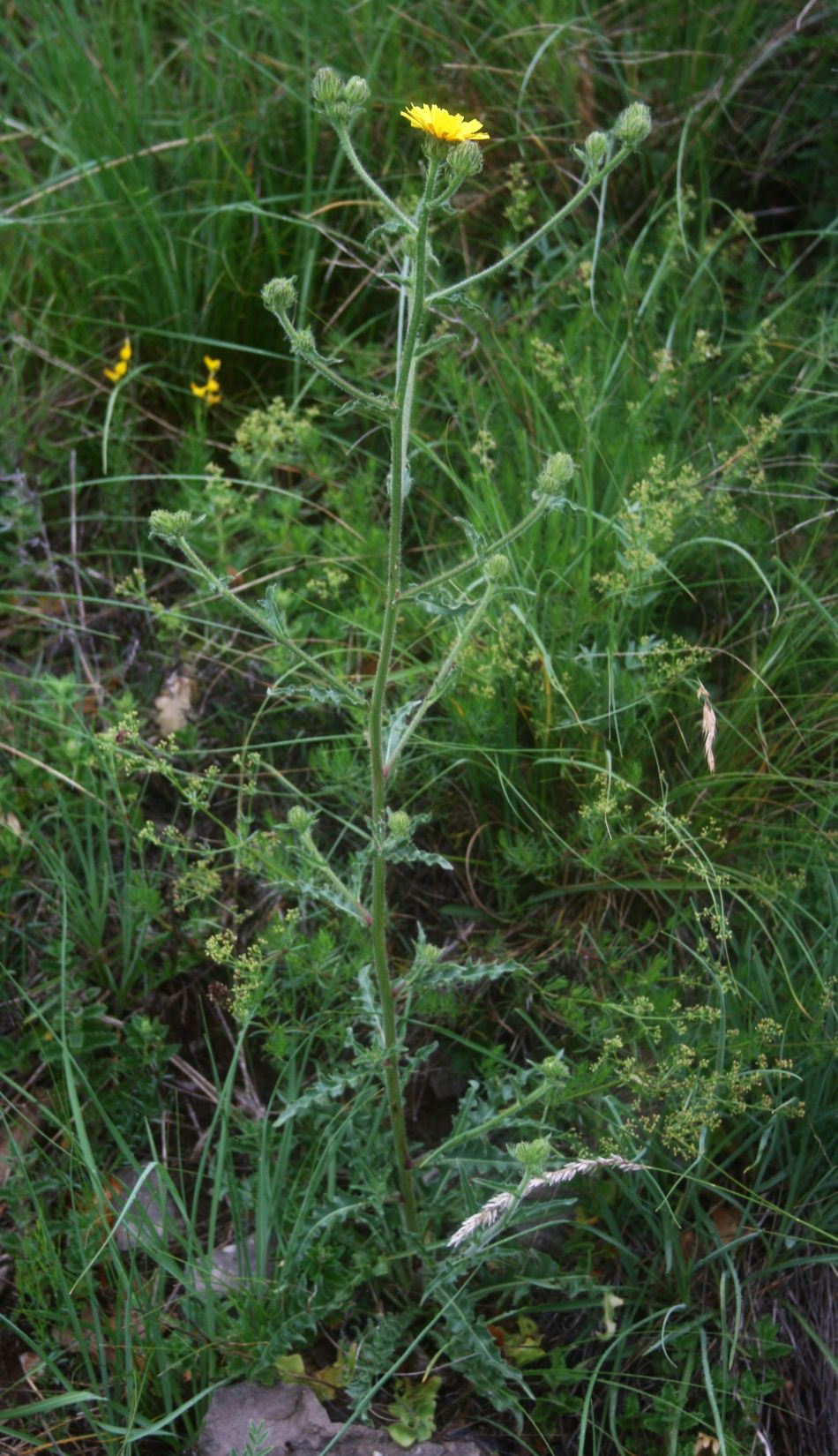
Il portamento

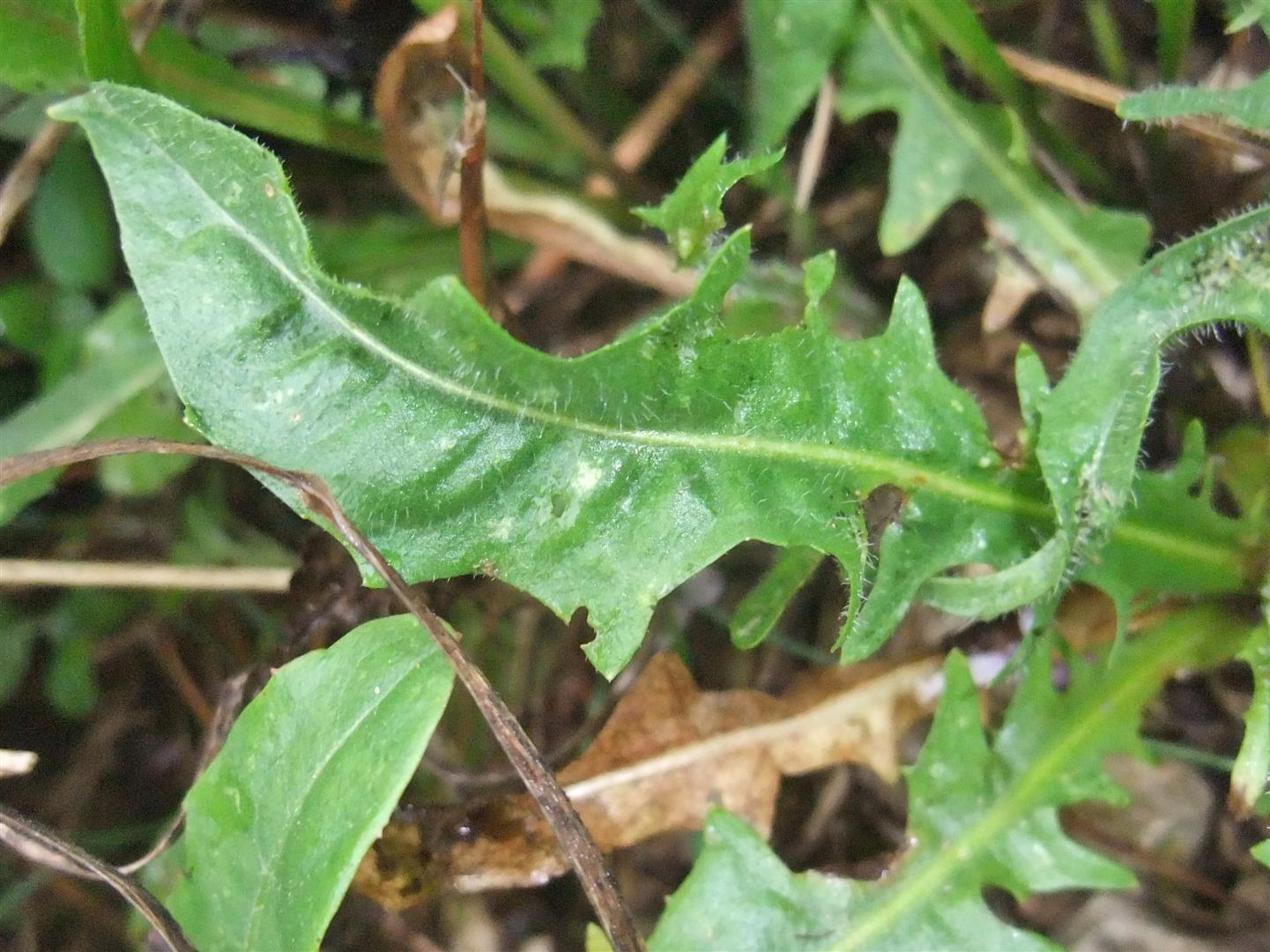
Le foglie

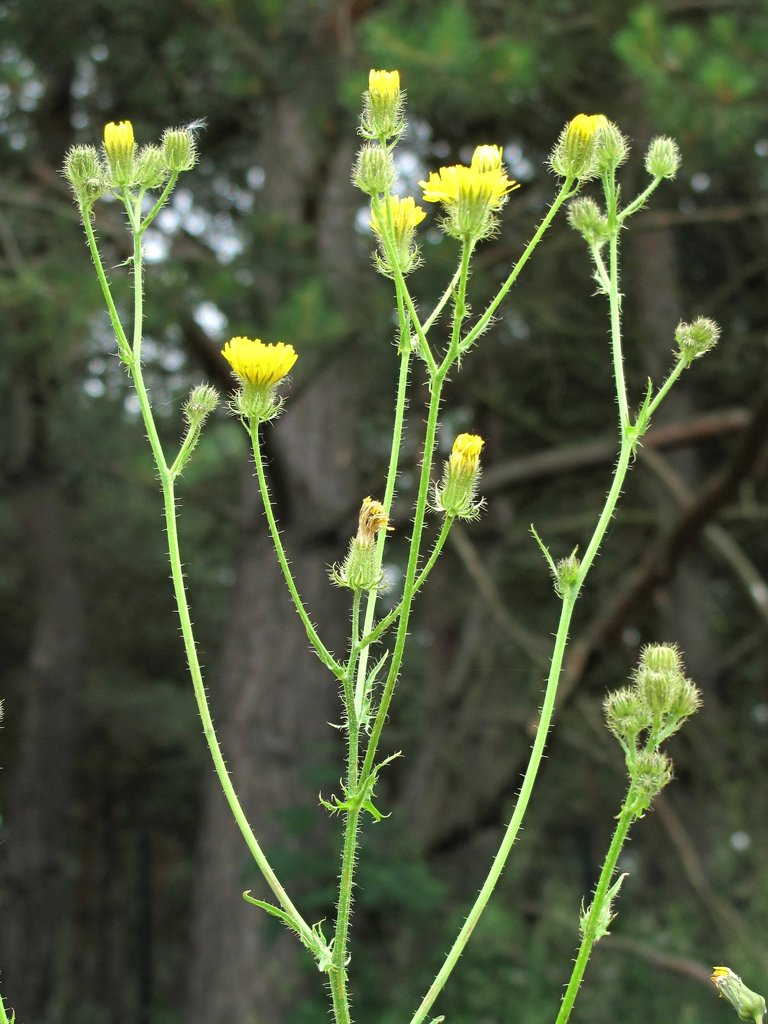
Infiorescenza

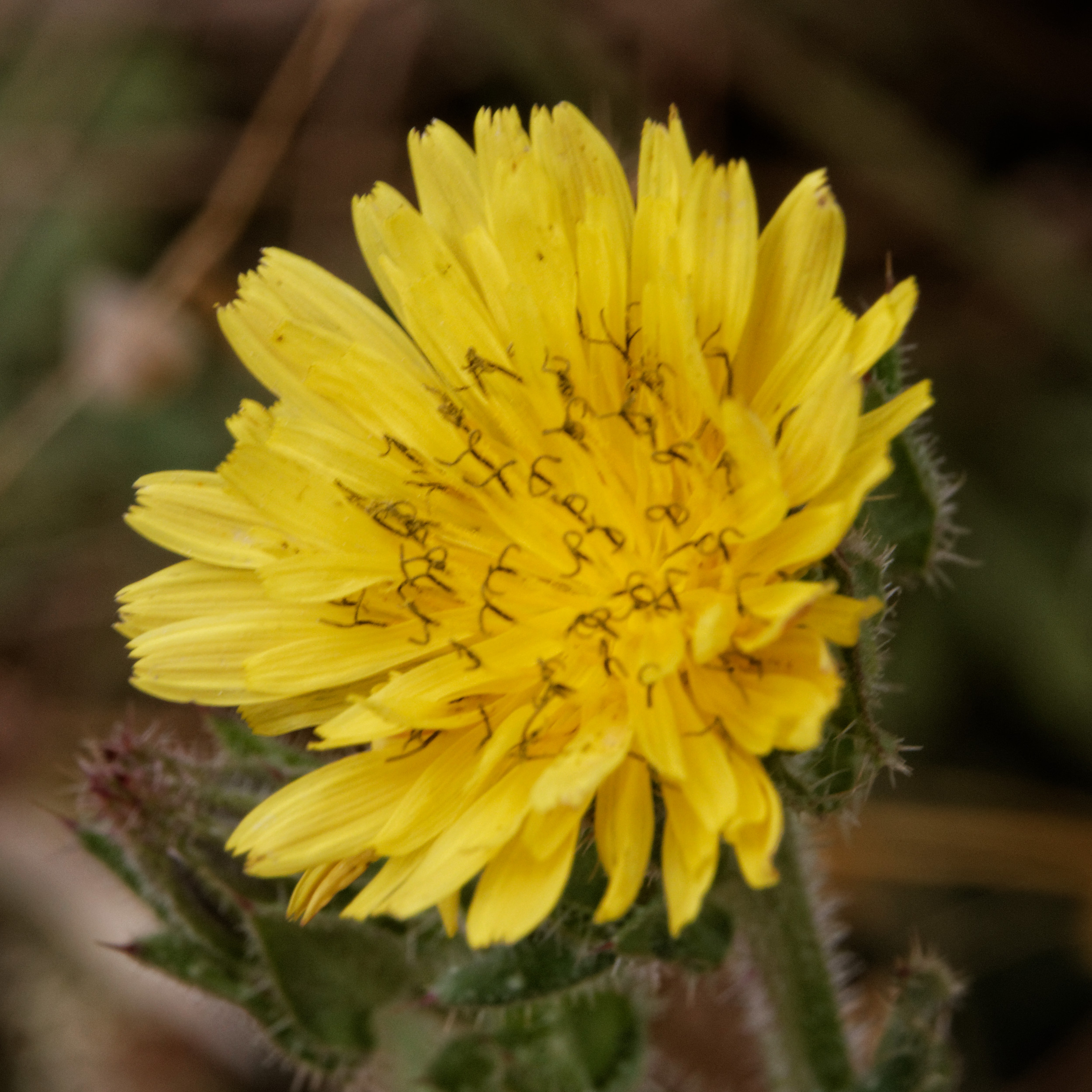
I fiori

Habitus. La pianta di questa specie è una erbacea annuale. La forma biologica è terofita scaposa (T scap), ossia sono piante erbacee che differiscono dalle altre forme biologiche poiché, essendo annuali, superano la stagione avversa sotto forma di seme e sono munite di asse fiorale eretto e spesso privo di foglie. Gli steli contengono abbondante latice amaro.
Radici. Le radici sono fittonanti (fittone sottile e poco profondo).
Fusto. La parte aerea del fusto è eretta, ramificata fin dalla base; la superficie è striata o solcata; all'interno il fusto è cavo; il colore è verde pallido con venature rossastre. Il fusto inoltre è ispido e grossolanamente peloso (raramente è glabro). Il caule alla base ha un diametro di 0,1 – 1 cm. Questa pianta può arrivare al massimo a 8 dm di altezza (minimo 1 dm).
Foglie. Le foglie basali sono picciolate; hanno una forma lineare-spatolata acuta con base attenuata (il picciolo può essere alato) oppure hanno forme da strettamente ellittiche a obovate; i bordi possono essere dentati in modo acuto, oppure sono del tipo pennatosetto con lobo apicale a forma ovata; la superficie è finemente ispida; il colore è verde giallastro su entrambe le facce. Le foglie cauline sono del tipo lenisiforme oppure strettamente ovate ed hanno alla base 2 - 3 copie di denti a portamento patente. Dimensione delle foglie basali: larghezza 2 – 5 cm (massimo 8 cm); lunghezza 8 – 20 cm (massimo 30 cm).
Infiorescenza. Le sinflorescenze sono di tipo corimboso o panicolato  (i capolini per pianta sono abbastanza numerosi - circa una decina). Le singole infiorescenze sono composte da un unico capolino peduncolato terminale per ogni ramificazione. I capolini sono formati da un involucro cilindrico-campanulato composto da brattee (o squame) disposte su 2 serie embricate scalate, all'interno delle quali un ricettacolo fa da base ai fiori tutti ligulati. L'involucro è vistosamente ispido per setole giallastre. Le squame sono acuminate, ispide e pubescenti su entrambe le facce; quelle esterne (da 10 a 14) hanno i margini scariosi con forme lineari; quelle interne (da 12 a 16) hanno forme lineari-ovate. Il ricettacolo è piatto, glabro (o poco cigliato ai bordi). Dimensione dell'involucro: larghezza 4 – 6 mm; lunghezza 8 – 10 mm. Diametro dell'infiorescenza: 15 – 20 mm. Lunghezza del peduncolo: 0,5 - 0,8 cm. Dimensione delle squame: larghezza 1 - 1,5 mm; lunghezza 6 – 10 mm.
Fiori. I fiori (da 10 a 20 per capolino), tutti ligulati, sono tetra-ciclici (ossia sono presenti 4 verticilli: calice – corolla – androceo – gineceo) e pentameri (ogni verticillo ha in genere 5 elementi). I fiori sono ermafroditi, fertili e zigomorfi.
- Formula fiorale:

*/x K {\displaystyle \infty }, [C (5), A (5)], G 2 (infero), achenio
- Calice: i sepali del calice sono ridotti ad una coroncina di squame.
- Corolla: le corolle sono formate da una ligula terminante con 5 denti (è la parte finale dei cinque petali saldati fra di loro). Il colore dei fiori è giallo (a volte rosso). La ligula è lunga da 10 – 13 mm; il tubo è lungo 3 – 4 mm; la ligula è larga 1 - 1,7 mm.
- Androceo: gli stami sono 5 con filamenti liberi e distinti, mentre le antere sono saldate in un manicotto (o tubo) circondante lo stilo.[17] Le antere (lunghe 2,5 - 3,5 mm) alla base sono acute e lunghe 0,5 mm. Il polline è tricolporato.[18]
- Gineceo: lo stilo è filiforme. Gli stigmi dello stilo sono due divergenti e ricurvi con la superficie stigmatica posizionata internamente (vicino alla base).[19] L'ovario è infero uniloculare formato da 2 carpelli. Il colore dello stilo è scuro-verdastro.
- Fioritura: da maggio a settembre.

Frutti. I frutti sono degli acheni con pappo. Gli acheni, di colore marrone, sono lunghi compreso il becco 3 – 5 mm (larghezza 0,3 - 0,6 mm) con forme più o meno cilindriche e con 10 coste longitudinali; all'apice sono più o meno assottigliati in un becco lungo 0,5 - 1 volte il corpo dell'achenio (ossia da 1 a 2,5 mm). A volte gli acheni esterni sono assenti. Il pappo è bianco ed è lungo 2,5 – 5 mm, soffice con setole flessibili ma tenaci e supera appena l'altezza delle squame dell'involucro.

## Biologia
- Impollinazione: l'impollinazione avviene tramite insetti (impollinazione entomogama tramite farfalle diurne e notturne).
- Riproduzione: la fecondazione avviene fondamentalmente tramite l'impollinazione dei fiori (vedi sopra).
- Dispersione: i semi (gli acheni) cadendo a terra sono successivamente dispersi soprattutto da insetti tipo formiche (disseminazione mirmecoria). In questo tipo di piante avviene anche un altro tipo di dispersione: zoocoria. Infatti gli uncini delle brattee dell'involucro si agganciano ai peli degli animali di passaggio disperdendo così anche su lunghe distanze i semi della pianta.

## Distribuzione e habitat

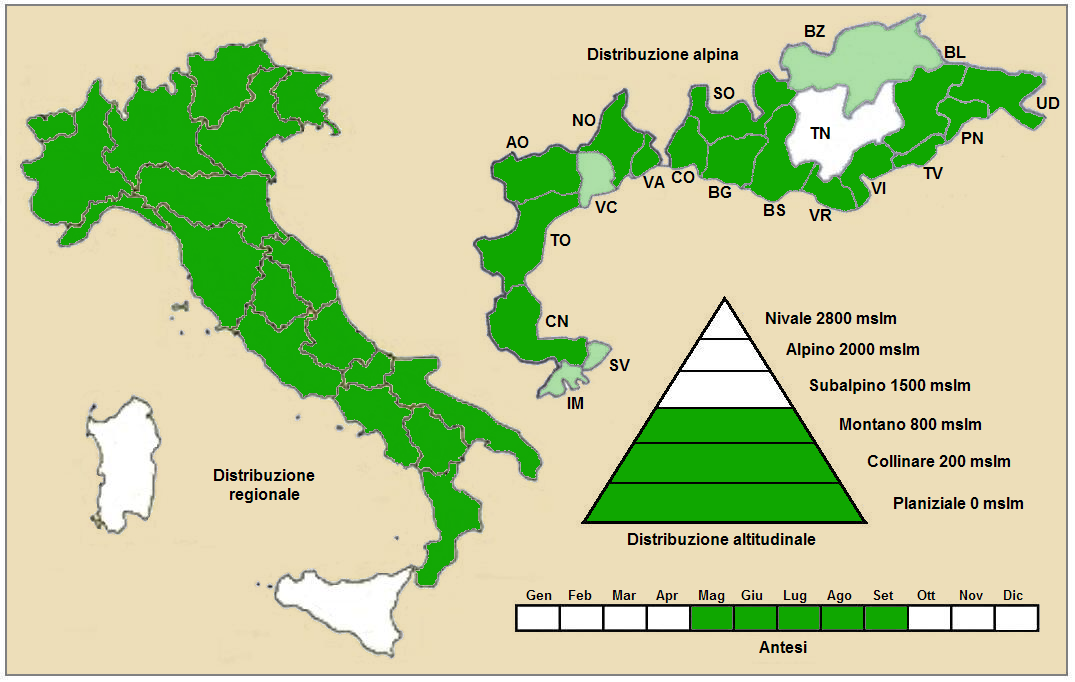
Distribuzione della pianta
(Distribuzione regionale – Distribuzione alpina)

- Geoelemento: il tipo corologico (area di origine) è Euri-mediterraneo Orientale.
- Distribuzione: in Italia è una specie comune su tutto il territorio (escluse le isole). Nelle Alpi, oltre il confine italiano, si trova in Francia e in Austria (Länder dell'Austria Inferiore) e in Slovenia. Sui vari rilievi europei collegati alle Alpi è presente nella Foresta Nera, Vosgi, Massiccio del Giura, Massiccio Centrale, Pirenei, Monti Balcani e Carpazi.[21] Fuori dell'Europa si trova negli Stati Uniti, Argentina e Australia, ma è considerata specie naturalizzata.[2]
- Habitat: l'habitat tipico per questa pianta sono gli incolti, i campi e lungo le vie; ma anche gli ambienti ruderali, le praterie e i pascoli anche rocciosi. Il substrato preferito è sia calcareo che siliceo con pH neutro, alti valori nutrizionali del terreno che deve essere arido.[21]
- Distribuzione altitudinale: sui rilievi queste piante si possono trovare fino a 1.200 m s.l.m.; frequentano quindi i seguenti piani vegetazionali: collinare e montano (oltre a quello planiziale – a livello del mare).

### Fitosociologia
Areale alpino. Dal punto di vista fitosociologico alpino questa specie appartiene alla seguente comunità vegetale:
Formazione: delle comunità terofitiche pioniere nitrofile
Classe: Stellarietea mediae.
Areale italiano. Per l'areale completo italiano Crepis setosa appartiene alla seguente comunità vegetale:
Macrotipologia: vegetazione erbacea sinantropica, ruderale e megaforbieti
Classe: Artemisietea-vulgaris Lohmeyer, Preising & Tüxen ex Von Rochow, 1951
Ordine: Onopordetalia-acanthii Br.-Bl. & Tüxen ex Klika in Klika & Hadač, 1944
Alleanza: Dauco carotae-Melilotion albi Gors, 1966
Descrizione. L'alleanza Dauco carotae-Melilotion albi è relativa alle comunità ruderali nitrofile di specie erbacee con cicli biologici bienni e perenni su suoli aridi e poveri di nutrienti con elevato contenuto di ghiaia e detriti. Questa alleanza è distribuita nell’Europa centrale da cui si è in seguito diffusa tramite mezzi antropogenici (strade, ferrovie e spostamenti umani).
Specie presenti nell'associazione: Oenothera biennis, Reseda lutea, Cichorium intybus, Cirsium arvense, Verbascum densiflorum, Verbascum nigrum, Achillea millefolium, Artemisia vulgaris, Elytrigia repens, Pastinaca sativa subsp. urens, Reseda lutea, Melilotus albus, Melilotus officinalis, Linaria vulgaris, Medicago sativa, Erigeron annuus, Erysimum hieracifolium, Saponaria officinalis, Solidago canadensis, Crepis rhoeadifolia e Crepis setosa.

## Tassonomia
La famiglia di appartenenza di questa voce (Asteraceae o Compositae, nomen conservandum) probabilmente originaria del Sud America, è la più numerosa del mondo vegetale, comprende oltre 23.000 specie distribuite su 1.535 generi, oppure 22.750 specie e 1.530 generi secondo altre fonti (una delle checklist più aggiornata elenca fino a 1.679 generi). La famiglia attualmente (2021) è divisa in 16 sottofamiglie.

### Filogenesi
Il genere di questa voce appartiene alla sottotribù Crepidinae della tribù Cichorieae (unica tribù della sottofamiglia Cichorioideae). In base ai dati filogenetici la sottofamiglia Cichorioideae è il terz'ultimo gruppo che si è separato dal nucleo delle Asteraceae (gli ultimi due sono Corymbioideae e Asteroideae). La sottotribù Crepidinae fa parte del "quarto" clade della tribù; in questo clade è in posizione "centrale" vicina alle sottotribù Chondrillinae e Hypochaeridinae.
La sottotribù è divisa in due gruppi principali uno a predominanza asiatica e l'altro di origine mediterranea/euroasiatica. Da un punto di vista filogenetico, all'interno della sottotribù, sono stati individuati 5 subcladi. Il genere di questa voce appartiene al subclade denominato "Crepis-Lapsana-Rhagadiolus clade", composto dai generi Crepis L., 1753, Lapsana L., 1753 e Rhagadiolus Juss., 1789. Dalle analisi Crepis risulta parafiletico (per cui la sua circoscrizione è provvisoria).
Nella "Flora d'Italia" le specie italiane di Crepis sono suddivise in 4 gruppi e 12 sezioni in base alla morfologia degli acheni, dell'involucro e altri caratteri (questa suddivisione fatta per scopi pratici non ha valore tassonomico). La specie di questa voce appartiene al Gruppo 1 (gruppo con acheni dimorfi) e alla Sezione D (il colore dei fiori è giallo; il ricettacolo è ciliato per peli molli).
I caratteri distintivi per la specie di questa voce sono:
- gli acheni sono dimorfi, ma talvolta sono uniformi;
- il colore dei fiori è giallo (esternamente sono da rossastri a purpurei);
- il ricettacolo è ciliato per peli molli;
- le brattee involucrali sono pubescenti per peli giallastri;
- gli acheni interni sono lunghi da 3 a 5 mm e non sono alati.

Il numero cromosomico di C. setosa è: 2n = 8.

### Sottospecie
Per questa specie è indicata la seguente sottospecie (non riconosciuta da tutte le checklist):
- Crepis setosa subsp. topaliana Babc., 1941 - Distribuzione: Grecia e Anatolia

### Specie simili
Altre specie appartenenti allo stesso gruppo/sezione:
- Crepis aspromontana  Brullo et al. - Radichiella dell'Aspromonte: le brattee involucrali sono pubescenti per peli nerastri; gli acheni interni sono lunghi da 2 a 8 mm e non sono alati.
- Crepis setosa Haller fi. - Radichiella cotonosa: le brattee involucrali sono pubescenti per peli giallastri; gli acheni interni sono lunghi da 3 a 5 mm e non sono alati.
- Crepis vesicaria L. - Radichiella vescicosa: le brattee involucrali sono pubescenti per peli giallastri; gli acheni interni sono lunghi da 6 a 8 mm e tutti non sono alati.
- Crepis foetida L. - Radichiella selvatica: gli acheni interni sono lunghi 10 - 20 mm con un becco allungato e tutti non sono alati.
- Crepis insularis Moris et De Not. - Radichiella di Capraia: simile a C. foetida, ma le dimensioni sono più ridotte; i fusti sono decisamente semplici e monocefali.

### Sinonimi
Sono elencati alcuni sinonimi per questa entità:
- Aegoseris setosa (Haller f.) Fourr.
- Apargia setosa  (Haller f.) Moench
- Barkhausia setosa  (Haller f.) DC.
- Crepis setosa subsp. typica  Babc. & Stebbins
- Hieracium setosum  (Haller f.) E.H.L.Krause
- Wibelia setosa  (Haller f.) Roehl.

## Altre notizie
La crepide ispida in altre lingue è chiamata nei seguenti modi:
- (DE)  Borstiger Pippau
- (FR)  Crépide hérissée
- (EN)  Bristly Hawk's-beard